# Mlýny Na Pískách
Mlýny Na Pískách jsou zaniklé vodní mlýny v Praze na Malé Straně, které stály na levém břehu Vltavy v místech zaniklé osady Písek.

## Historie
Vodní mlýny byly založeny pravděpodobně již před rokem 993. Při založení Břevnovského kláštera toho roku daroval Boleslav II. klášteru „na podhradí pražském 30 dušníků s potomstvem jich s tolikými městišti k rozličným řemeslům zřízenými, jakož i s dvěma mlýny pod hradem pražským před obezděním Menšího města pražského“.
V roce 1342 při velké povodni byl protržen jez mezi Olbramovskými mlýny a mlýny Na Pískách, které byly zničeny a v pozdějších písemných zprávách již nejsou zmiňovány.

## Popis
Voda k mlýnům vedla přes dvojitý jez mezi mlýny na Pískách a Olbramovskými mlýny.